# Armoriale dei comuni della provincia di Bolzano

Stemma della Provincia autonoma di Bolzano

Questa pagina contiene stemmi, gonfaloni e bandiere dei comuni della Provincia autonoma di Bolzano.
In conformità allo Statuto di Autonomia la competenza legislativa sui comuni (incluso i suoi stemmi e gonfaloni) fu devoluto alla Regione nel 1963 e alle province in 1972. Quindi, i simboli vengono concessi con Deliberazione della Giunta Provinciale (D.G.P.) e spesso divergono dai regolamenti nazionali su stemmi e gonfaloni; in particolare, gli stemmi altoatesini non contengono le corone e fronde usuali della araldica civica italiana.
Le bandiere comunali, come quasi di tutti comuni italiani, sono semi-ufficiali.

## Comuni attuali
| Stemma                             | Comune e blasonatura | Gonfalone e/o bandiera |
| ---------------------------------- | --- | ---------------------- |
|                                    | Aldino / Aldein Troncato: al primo d'argento, incappato d'azzurro; al secondo di rosso, alla croce di S. Andrea scorciata d'argento. Bandiera: Troncato di bianco e di rosso, con al centro lo stemma comunale. |                        |
|                                    | Andriano / Andrian Partito di rosso e di argento con la pila dell'uno nell'altro. (uno stemma precedente fu concesso con D.P.R. del 15 dicembre 1959) |                        |
|                                    | Anterivo / Altrei Contropalato di nero e d'argento, ciascuna parte di cinque pali. |                        |
|                                    | Appiano sulla Strada del Vino / Eppan an der Weinstraße D'azzurro, alla mezza stella di otto raggi d'oro, sinistrata da un crescente d'oro, rivoltato. (una versione precedente dello stemma fu concesso con R.D. del 21 agosto 1937, RR.LL.PP. del 27 febbraio 1939) Bandiera: Troncato di bianco e di rosso, con al centro lo stemma comunale. |                        |
|                                    | Avelengo / Hafling D'argento, al cavallo al naturale, avente le caratteristiche della razza avelignese, passante sulle cime di un monte a tre cime di verde, movente dalla punta; il cavallo attraversante un pino di verde, nodrito nella cima di mezzo. |                        |
|                                    | Badia / Abtei Troncato: al 1º d'oro, allo stambecco passante di nero, tenente nelle zampe anteriori un ramo mozzo posto in palo; al 2º mantellato d'argento e di rosso, ciascun punto caricato di una rosa dell'uno nell'altro, ciascuna al petalo d'oro. (uno stemma precedente fu concesso con R.D. 30/09/1937) |                        |
|                                    | Barbiano / Barbian Interzato in fascia d'argento, di verde e di nero. Il secondo alle tre chiese accollate in facciata, le garrette al naturale di legno sorpassanti la troncatura. Il terzo alla fascia ristretta d'argento lineata in sbarra di rosso. Bandiera (verticale): Partito di bianco e di rosso, con al centro lo stemma comunale. |                        |
| Stemma secondo il decreto del 1931 | Bolzano / Bozen D'argento, alla fascia di rosso, caricata di una stella d'oro a sei punte. (D'argento, alla fascia di rosso, caricata di una stella d'oro, stemma riconosciuto con D.C.G. del 9 luglio 1931. N.b.: se non specificato, nell'araldica italiana la stella s'intende a sei punte) Gonfalone: drappo partito di bianco e di rosso… D.C.C. del 21 aprile 1988 |                        |
|                                    | Braies / Prags D'argento, al cervo al naturale passante sopra un monte di verde di tre cime attraversato in banda da un rivo d'acqua ondato. |                        |
|                                    | Brennero / Brenner Partito: il primo di rosso sopra un monte di verde di tre cime un minatore, nella destra un martello da minatore, nella sinistra una lampada da miniera; il secondo interzato in fascia d'argento, d'azzurro e d'oro. (uno stemma precedente fu concesso con R.D. del 24 luglio 1938: Troncati: sopra partito 1° di rosso alla croce di Savoia ed il 2° d'azzurro all'Aquila Legionaria d'oro; sotto d'oro al cippo millenario marmoreo fondato sulla campagna montagnosa al naturale.) Bandiera (verticale): Partito di bianco e di rosso, con al centro lo stemma comunale sopra due scudi: nella striscia bianca di bianco, al martello e al martello di minatore in decusse, di nero; nella striscia rossa lo stemma provinciale. |                        |
|                                    | Bressanone / Brixen Di rosso all'agnello di bianco, rivoltato, nimbato d'oro, portante col piede sinistro una bandiera di bianco inquadrata da croce di rosso. (stemma precedente: Di rosso, alla muraglia merlata, al naturale, chiusa e murata di nero, terrazzata di verde e sormontata da un agnello pasquale passante, al naturale, nimbato d'oro, stemma concesso con R.D. del 13 novembre 1928, RR.LL.PP. del 16 maggio 1929) Gonfalone: Drappo rettangolare cadente in color rosso-bianco-giallo (da sinistra a destra) con nel centro lo scudo dello stemma. Nel terzo sovrastante del drappo è riportata la denominazione “Stadt Brixen – Città di Bressanone”. Bandiera (verticale): Interzato in palo di rosso, di bianco e di giallo, con al centro lo stemma comunale. |                        |
|                                    | Bronzolo / Branzoll Tagliato d'argento e di verde, alla cornetta nera, guarnita di cordoncino d'oro. (una versione precedente dello stemma fu riconosciuto con D.C.G del 9 settembre 1929: Di rosso, al corno da caccia, d'oro.) Gonfalone: Drappo bianco rettangolare, bordato e frangiato d'oro, caricato al centro dallo stemma communale e dalla scritta color nero centrata sopra allo stemma COMUNE DI BRONZOLO e sotto allo stemma GEMEINDE BRANZOLL. Le parti di metallo cromate argento, cordoni e nappe color oro. L'asta orizzontale con pomelli di metallo cromati oro alle due estremità. L'asta verticale con pomo di metallo cromato oro all'estremità superiore. |                        |
|                                    | Brunico / Bruneck D'argento, alla torre spiovente di rosso, fondata su un muro di cinta dello stesso, merlato ed aperto alla saracinesca alzata d'argento; il tutto fondato su un monte di tre cime di verde. (D'argento, alla torre merlata di due piani e coperta di rosso, aperta e finestrata di nero, fondata su di un monte di tre cime di verde, movente dalla punta, stemma riconosciuto con D.C.G. dell'11 settembre 1931) Gonfalone: drappo rettangolare cadente, partito in bianco e rosso, caricato nel centro con lo stemma della città e denominazione "Stadt Bruneck - Città di Brunico" nel terzo superiore del drappo. (gonfalone precedente concesso con R.D. del 7 maggio 1934, RR.LL.PP. del 20 giugno 1935: Drappo di rosso. |                        |
|                                    | Caines / Kuens D'argento al vescovo passante vestito di un manto di rosso, mitrato e nimbato d'oro, tenente nella destra un baculo d'oro, con un orso bruno passante e attraversante, sul cui dorso è legato un fardello. |                        |
|                                    | Caldaro sulla strada del vino / Kaltern an der Weinstraße Uno scudo semirotondo, su sfondo argentato un paiolo di rame rotondo con manico. D'argento, una caldaia di rame con manico. Bandiera (verticale): Partito di bianco e di rosso, con al centro lo stemma comunale. |                        |
|                                    | Campo di Trens / Freienfeld Di verde, al triangolo incurvato d'argento toccante con le punte il capo e i lati. |                        |
|                                    | Campo Tures / Sand in Taufers Fasciato d'argento e di rosso di sei pezzi; le due fasce d'argento superiori cariche di tre, quella inferiore di due losanghe d'azzurro accollate in fascia. Bandiera (verticale): Partito di bianco e di rosso, con al centro lo stemma comunale. |                        |
|                                    | Castelbello-Ciardes / Kastelbell-Tschars D'argento, alla ruota di mulino ad otto pale di rosso. Bandiera: Troncato di bianco e di rosso, con al centro lo stemma comunale. |                        |
|                                    | Castelrotto / Kastelruth D'azzurro, al muro merlato d'argento, posto in banda. Bandiera: Troncato di bianco e di rosso, con al centro lo stemma comunale. |                        |
|                                    | Cermes / Tscherms Di giallo alla volpe rampante a destra in colore naturale. Bandiera (verticale): Partito di bianco e di rosso, con al centro lo stemma comunale. |                        |
|                                    | Chienes / Kiens Di rosso, alla pila d'argento, arcuata, disposta in banda, accompagnata nel cantone destro del capo di una stella d'argento a cinque punte. |                        |
|                                    | Chiusa / Klausen Di rosso, alla chiave d'argento, posta in banda. Gonfalone: Drappo rettangolare, partito di bianco e di rosso, con al centro lo stemma comunale; la dicitura "STADTGEMEINDE KLAUSEN" sopra lo stemma, la dicitura "COMUNE DI CHIUSA" sotto lo stemma, ambidue d'oro. Bandiera (verticale): Drappo di bianco, con al centro lo stemma comunale. |                        |
|                                    | Cornedo all'Isarco / Karneid Interzato in cappa: il 1º ed il 3º di azzurro, il 2º d'argento. Bandiera: Troncato di bianco e di rosso, con al centro lo stemma comunale. |                        |
|                                    | Cortaccia sulla strada del Vino / Kurtatsch an der Weinstraße D'azzurro, alla cornetta di postiglione d'oro, con nappe dello stesso, accompagnata da quattro stelle d'oro a sei raggi, due in capo e due in punta. Bandiera (verticale): Partito di bianco e di rosso, con al centro lo stemma comunale. |                        |
|                                    | Cortina sulla strada del Vino / Kurtinig an der Weinstraße Di rosso, alla muraglia d'argento, terrazzata d'azzurro, merlata alla guelfa e aperta di nero, sormontata da mezza stella d'argento a otto punte, sinistrata dal crescente d'argento accollato alle punte dimezzate della stella. Bandiera (verticale): Partito di bianco e di rosso, con al centro lo stemma comunale sopra lo stemma provinciale. |                        |
|                                    | Corvara in Badia / Corvara D'argento, al monte di tre cime di verde, sovrastato da una catena rocciosa a tre cime di rosso tagliate a sbieco. (uno stemma precedente fu concesso con R.D. 31/08/1939) |                        |
|                                    | Curon Venosta / Graun im Vinschgau Troncato, Fascia di verde. Al primo d'argento, al secondo d'azzurro, dal quale emerge un campanile di grigio con trifora e punta piramidale d'azzurro per tutto il capo. |                        |
|                                    | Dobbiaco / Toblach Partito d'argento e di rosso, alla torta dall'uno nell'altro. Bandiera (verticale): Partito di bianco e di rosso, con al centro lo stemma comunale. |                        |
|                                    | Egna / Neumarkt Partito: il 1° di rosso al crescente volto d'argento; il 2° di argento alla croce patente di rosso. (D.C.G 24/03/1930) Bandiera (verticale): Drappo partito di bianco e di rosso, con al centro lo stemma comunale sotto la dicitura di nero "Marktgemeinde Neumarkt - Comune di Egna". |                        |
|                                    | Falzes / Pfalzen Partito di rosso e d'argento, a due falci addossate dell'uno nell'altro. |                        |
|                                    | Fiè allo Sciliar / Völs am Schlern Inquartato: al 1º di nero, alla fascia d'argento, caricata di crocetta patente di rosso; al 4º di nero, alla fascia d'argento, caricata di rosa di rosso; al 2º e 3º, identici, di rosso, alla colonna d'argento, coronata d'oro. Bandiera (verticale): Drappo cadente partito di bianco e di rosso, con al centro lo stemma comunale. |                        |
|                                    | Fortezza / Franzensfeste Interzato in mantello di rosso verde e azzurro, il 2º orlato d'argento. |                        |
|                                    | Funes / Villnöß D'azzurro, alle tre pile rovesciate d'argento congiunte in punta. Bandiera (verticale): Partito di bianco e di rosso, con al centro lo stemma comunale. |                        |
|                                    | Gais Scudo diviso in due metà trasversali, quella superiore a destra color oro e quella inferiore in blu, quest'ultima con una fascia trasversale in oro che divide il campo in tre fascie della stessa larghezza, mentre la metà superiore in oro presenta un'aquila nera con aureola. (uno stemma precedente fu concesso con D.P.R. 19/04/1956: Di azzurro, al castello d'argento, murato di nero, torricellato di tre pezzi, quello mediano più elevato, merlato alla guelfa, aperto e finestrato del campo e fondato sulla terrazza di verde, accostato in capo da tre stelle di argento male ordinate. Ornamenti esteriori da Comune.) Gonfalone: Drappo rettangolare cadente ripartito in oro ed azzurro, caricato nel centro con lo stemma del comune di Gais e denominazione Gais nel terzo inferiore del drappo. (Gonfalone di 1956: Drappo di colore azzurro, riccamente ornato di ricami d'argento e caricato dello stemma sopradescritto con l'iscrizione centrata in argento: "Comune di Gais". Le parti di metallo ed i cordoni saranno argentati. L'asta verticale sarà ricoperta di velluto azzurro con bullette argentate poste a spirale. Nella freccia sarà rappresentato lo stemma del Comune e sul gambo inciso il nome. Cravatta e nastri tricolorati dai colori nazionali frangiati d'argento.) |                        |
|                                    | Gargazzone / Gargazon D'argento, alla torre senza cuspide al naturale, fondata su montagna di rosso. Bandiera: Troncato di bianco e di rosso, con al centro lo stemma comunale. |                        |
|                                    | Glorenza / Glurns Lo stemma consiste in uno scudo diviso in senso verticale in due parti uguli; la parte sinistra consiste in una mezza aquila rossa del Tirolo con corona, becco e zampe d'oro su fondo bianco; la parte destra dello scudo è interzata in fasce di colore nero, argento e rosso fuoco. Lo scudo è adornato di corona d'argento con le tre torri di difesa e muro merlato. Partito: il 1º d'argento, all'aquila tirolese uscente dalla partitura; il 2º interzato in fascia di nero, argento e rosso. Gonfalone (come usato): drappo interzato in palo di nero, di bianco e di rosso, con al centro lo stemma comunale. Bandiera: Drappo di foggia rettangolare (2 m x 1,2 m) interzato in fasce uguali di colore nero, bianco e rosso fuoco; la fascia bianca reca la riproduzione dello stemma e la denominazione ufficiale del comune "Stadtgemeinde Glurns - Città di Glorenza". |                        |
|                                    | La Valle / Wengen / La Val D'argento, al ramo di verde posto in banda e toccante i bordi, fogliato di due pezzi dello stesso. |                        |
|                                    | Laces / Latsch D’argento, al ramo scamozzato doppionodoso al naturale, leggermente piegato e posto in banda germogliato superiormente da tre rose di rosso, bottonate d’oro, con i sepali di verde, gambute spinate del medesimo, in palo. (D.G.P. 14/03/2023) (versione precedente: D'argento, ad un ramo di verde, posto in fascia centrata, fiorito di tre rose stellate di rosso, bottonate d'oro. (D.C.G. 10/04/1930)) Gonfalone: Gonfalone: drappo rettangolare cadente, ripartito in bianco e rosso, caricato nel centro con lo stemma della Borgata di Laces e denominazione: "Marktgemeinde Latsch - Borgata di Laces" nel terzo superiore del drappo (scrittura gotica). Bandiera: Troncato di bianco e di rosso, caricato nel centro con lo stemma della Borgata di Laces e denominazione: "Marktgemeinde Latsch - Borgata di Laces" nel terzo superiore del drappo (scrittura gotica di nero). |                        |
|                                    | Lagundo / Algund D'oro, al barile di vino ritto, sormontato da un tralcio di vite con un grappolo d'uva nera, il tutto al naturale; con la bordura inchiavata d'argento e di rosso. Bandiera (verticale): Partito di bianco e di rosso, con al centro lo stemma comunale. |                        |
|                                    | Laion / Lajen Partito: nel 1º d'argento, alla gabbia quadrata d'oro entro cui è un uccello cantatore con la testa rivoltata; nel 2º di nero. Bandiera (verticale): Partito di bianco e di rosso, con al centro lo stemma comunale. |                        |
|                                    | Laives / Leifers D'azzurro, con la pila d'argento, alla facciata chiara di una cappella posta su un monte rosso. Gonfalone: Drappo in tessuto di seta artificiale a due striscie verticali di colore azzurro e bianco con la parte azzurra verso sinistra, di dimensioni 100x160 cm., con rifinitura sui lati in oro e con frangia in oro sul fondo, con al centro lo stemma del Comune con scritta sopra lo stemma "CITTÀ DI LAIVES" e sotto lo stemma "STADTGEMEINDE LEIFERS" ricamate in oro. Compone il gonfalone un traverso in metallo cromato con rosoni ottonati ed asta con lancia di altezza ml. 2,60 circa. Bandiera: Troncato di bianco e di azzurro, con al centro lo stemma comunale. |                        |
|                                    | Lana / Lana D'argento, alla croce diminuita di nero, al leone di rosso attraversante. D'argento alla croce patente di nero caricata di un leone rampante di rosso. Bandiera: Troncato di bianco e di rosso, con al centro lo stemma comunale. |                        |
|                                    | Lasa / Laas D'argento, al colmo e campagna di nero, caricata da un martello, uno scalpello e un punteruolo di rosso affiancati e posti in sbarra, accompagnati a destra e a sinistra da tre quadri di nero posti in palo e tangenti i lati dello scudo. Martello e scalpelli di rosso su campo bianco e nero. |                        |
|                                    | Lauregno / Laurein D'azzurro, al grande quadrato incurvato e trifogliato d'oro caricato di un aratro. |                        |
|                                    | Luson / Lüsen Di rosso, al cavaliere rivoltato armato di tutte pezze a viso aperto col pennacchio di due penne di struzzo e con la lancia in resta, la testa del cavallo rivoltata a sinistra, il tutto d'argento. Bandiera (verticale): Partito di bianco e di rosso, con al centro lo stemma comunale. |                        |
|                                    | Magrè sulla Strada del Vino / Margreid an der Weinstraße Troncato di rosso e di nero alla cornetta d'oro senza guarnizione. Bandiera (verticale): Partito di bianco e di rosso, con al centro lo stemma comunale. |                        |
|                                    | Malles Venosta / Mals Troncato: il 1º di rosso, alla fascia d'argento; il 2º d'oro, alle tre torte di rosso. (Troncato: nel 1º di rosso, alla fascia di argento; nel 2º d'oro, a tre palle di rosso, poste 2, 1, stemma riconosciuto con D.C.G. del 21 ottobre 1928) |                        |
|                                    | Marebbe / Enneberg / Mareo Inquartato: il 1º d'argento, all'aquila di rosso, armata d'oro; il 2º di rosso, alla fascia d'argento; il 3º di rosso, alla testa di cane da caccia d'argento, al collare d'oro; il 4º d'argento, al bracco di nero, portante nelle fauci un osso di rosso. |                        |
|                                    | Marlengo / Marling D'argento, con fascia d'azzurro, al leone rampante di rosso. |                        |
|                                    | Martello / Martell D'azzurro, al triangolo d'argento, confinante dalla punta inchiavata su ambo i lati, all'aquila bicipite di nero, nimbata d'oro. Bandiera: Drappo partito di azzurro e di bianco, al centro lo stemma comunale. |                        |
|                                    | Meltina / Mölten Di rosso alla pentola treppiede d'oro al manico ad arco dalla quale nascono tre gigli d'argento gambuti e fogliati di verde. Bandiera (verticale): Partito di bianco e di rosso, con al centro lo stemma comunale sopra lo stemma tirolese. |                        |
|                                    | Merano / Meran D'argento all'aquila di rosso priva di corona, rostrata e membrata d'oro, il volo caricato di due spranghette dello stesso, seduto con gli artigli su un muro al naturale toccante i bordi, merlato alla ghibellina di quattro pezzi e aperto di tre archi nei quali si vede la coda. (D'argento, all'aquila di rosso, rostrata e membrata d'oro, accollata da una muraglia, al naturale, aperta di tre porte del campo e merlata di cinque pezzi, sulla campagna di verde diaprata da trifoglio, stemma concesso con R.D. del 13 dicembre 1928, RR.LL.PP. del 9 maggio 1929, con lo stesso concessione di gonfalone) Gonfalone: drappo partito di bianco e di rosso… Bandiera: Troncato di bianco e di rosso, con al centro lo stemma comunale. |                        |
|                                    | Monguelfo-Tesido / Welsberg-Taisten Inquartato d'argento e di nero. (D.C.G 09/04/1934) |                        |
|                                    | Montagna sulla Strada del Vino / Montan an der Weinstraße D'azzurro, al leopardo illeonito d'argento alle branche d'oro. |                        |
|                                    | Moso in Passiria / Moos in Passeier D'azzurro al monte roccioso di tre vette alla tedesca d'argento, quella di mezzo più alta ed accollata alle altre, fondato su terrazzo di verde. |                        |
|                                    | Nalles / Nals Inquartato: nel 1º e 4º d'argento al bue di nero, quello del 1º punto rivoltato; nel 2º e 3º d'azzurro al cigno montante d'argento, quello del 3º punto rivoltato. Bandiera (verticale): Partito di bianco e di azzurro, al centro lo stemma comunale. Inquartato di azzurro e di bianco, al centro lo stemma comunale. |                        |
|                                    | Naturno / Naturns D'azzurro, al triangolo d'oro. Bandiera (verticale): Partito di bianco e di rosso, con al centro lo stemma comunale. |                        |
|                                    | Naz-Sciaves / Natz-Schabs Troncato di rosso e d'argento, alla testa d'airone fiammata e serpeggiante in punta dell'uno e dell'altro. Bandiera: Troncato di bianco e di rosso, con al centro lo stemma comunale. |                        |
|                                    | Nova Levante / Welschnofen Inquartato: nel 1º e 4º di nero al leone rampante d'oro; nel 2º e 3º di rosso al monte di tre cime d'azzurro sormontato da una ciambella d'argento. Bandiera: Troncato di bianco e di rosso, con al centro lo stemma comunale. |                        |
|                                    | Nova Ponente / Deutschnofen Troncato d'argento e di rosso al ramo nodato di nero posto in banda, attraversante la troncatura e toccante i bordi. |                        |
|                                    | Ora / Auer Troncato d'argento e di rosso al leone rampante rivoltato dell'uno nell'altro. Il tutto sotto un colmo d'azzurro caricato di due chiavi d'oro poste in decusse. Bandiera: Troncato di bianco e di rosso, con al centro lo stemma comunale |                        |
|                                    | Ortisei / Sankt Ulrich in Gröden / Urtijëi D'oro con la figura di S. Ulrico, vestito dagli ornamenti vescovili, che tiene in alto nella mano destra una croce d'oro, montato su un cavallo bianco coi finimenti d'oro e coperto da un drappo azzurro, poggiato sopra tre cime di montagna verdi; sopra lo scudo una fascia d'azzurro caricata di tre scudetti di argento, equidistanti ed intercalati da due svolazzanti api d'oro. Bandiera (verticale): Drappo partito di azzurro e di giallo, caricato dello stemma comunale. |                        |
|                                    | Parcines / Partschins D'argento, al vomere al naturale, posto in banda. |                        |
|                                    | Perca / Percha Troncato: nel 1º d'argento al ramo di corna di cervo, a sei pugnali, rivoltato, al naturale; nel 2º di rosso al vomere di nero con punta a destra. |                        |
|                                    | Plaus Scudo con tre aquile su fondo bianco, tramezzato da fascia rossa. Bandiera (verticale): Partito di bianco e di rosso, con al centro lo stemma comunale. |                        |
|                                    | Ponte Gardena / Waidbruck D'azzurro, alla fascia innestata d'argento e di rosso. Bandiera: Troncato di bianco e di rosso, con al centro lo stemma comunale. |                        |
|                                    | Postal / Burgstall D'argento, allo sparviero sorante al naturale. |                        |
|                                    | Prato allo Stelvio / Prad am Stilfserjoch D'azzurro, alle tre spighe di grano d'oro, moventi da una campagna di rosso. Bandiera (verticale): Partito di bianco e di rosso, con al centro due scudi: nella striscia rossa lo stemma comunale, nella striscia bianca lo stemma del Circondario di Nuova Ulma (gemmellato con il comune). |                        |
|                                    | Predoi / Prettau Troncato inchiavato d'azzurro e d'argento: il secondo con quattro punte ai due martelli da minatore decussati di nero. Gonfalone (come approvato): Drappo rettangolare cadente in color bianco-azzurro (da sinistra a destra) con nel centro lo scudo dello stemma del comune come approvate con DPGR n. 179 del 10/08/1967. Sopra lo scudo è riportata la denominazione "Gemeinde Prettau". Sotto lo scudo è riportata la denominazione "Comune di Predoi". In caso d'indirizzo orizzontale del gonfalone lo scudo deve essere girato di corrispondenza. Se del caso, la scrittura "Gemeinde Prettau/Comune di Predoi" può essere anche omessa. Bandiera (verticale): Partito di bianco e di rosso, con al centro lo stemma comunale, sotto la dicitura di nero "PRETTAU". |                        |
|                                    | Proves / Proveis D'azzurro, al grande quadrato incurvato e trifogliato d'oro, caricato di un fagiano di montagna al naturale. |                        |
|                                    | Racines / Ratschings D'azzurro, al lupo rampante d'argento. Gonfalone: Drappo rettangolare cadente, merlato in alto alla guelfa, di bianco, caricato dello stemma comunale; sopra lo stemma la dicitura "GEMEINDE RATSCHINGS", sotto lo stemma "COMUNE DI RACINES", ambidue di azzurro. Bandiera (verticale): Drappo di azzurro, con al centro lo stemma comunale. |                        |
|                                    | Rasun Anterselva / Rasen-Antholz Partito di nero e d'argento da una cappa di rosso. |                        |
|                                    | Renon / Ritten Di rosso, a due scaglioni arcuati d'argento. Bandiera (verticale): Partito di bianco e di rosso, con al centro lo stemma comunale. |                        |
|                                    | Rifiano / Riffian D'azzurro, al campanile nascente dalla punta dello scudo, con timpani, tamburo, finestra campanaria e cupola a bulbo, il tutto al naturale. Bandiera (verticale): Partito di bianco e di rosso, con al centro lo stemma comunale. |                        |
|                                    | Rio di Pusteria / Mühlbach Di verde un argenteo serpeggiante ruscello posto in banda, accompagnato in alto da una nera ruota di mulino ed in basso da un somaro. Incongruenza tra disegno e blasonatura: il ruscello è posto in sbarra e non in banda. Bandiera (verticale): Partito di bianco e di rosso, con al centro lo stemma comunale. |                        |
|                                    | Rodengo / Rodeneck D'azzurro, allo scaglione d'argento. Bandiera: Troncato di bianco e di rosso, con al centro lo stemma comunale. Bandiera (verticale): Partito di bianco e di rosso, con al centro lo stemma comunale. |                        |
|                                    | Salorno sulla Strada del Vino / Salurn an der Weinstraße D'argento, alla pila ed al capo d'azzurro. (uno stemma precedente fu riconosciuto con D.C.G 21/11/1929: D'azzurro, al sole raggiante d'oro, nascente da un'urna d'argento.) |                        |
|                                    | San Candido / Innichen Di rosso, al castello d'argento su campagna di verde, turrito e merlato, il portone alla saracinesca alzata sovrastato dallo stemma del capitolo di Freisinga d'argento bordato d'oro al busto di nero vestito di rosso e coronato d'oro. (versione precedente dello stemma: Di rosso, alla torre merlata di argento, fondata su di una fascia abbassata, erbosa, di verde, aperta con saracinesca alzata, e finestrata di nero, con sopra la porta uno scudo di argento, bordato d'oro con il busto di un Re moro, vestito di rosso e coronato all'antica d'oro; ornamenti esteriori da Comune., stemma riconosciuto con D.C.G. del 24 settembre 1931, con lo stesso riconoscimento di gonfalone) Gonfalone di 1931: Il gonfalone consiste in un drappo rettangolare di verde, frangiato d'oro con al centro lo stemma del Comune. Il drappo attaccato per il lato lungo ad un'asta ricoperta di velluto azzurro, con nastro d'oro posto a spirale e sormontato da una lancia dorata. |                        |
|                                    | San Genesio Atesino / Jenesien D'argento, alle 5 pile di rosso poste in banda. |                        |
|                                    | San Leonardo in Passiria / Sankt Leonhard in Passeier D'oro, mantellato di nero. Bandiera (verticale): Partito di bianco e di rosso, con al centro lo stemma comunale. |                        |
|                                    | San Lorenzo di Sebato / Sankt Lorenzen D'argento, al San Lorenzo portante nella mano sinistra una grata, nella destra una palma (in campo d'argento San Lorenzo portante nella mano sinistra una grata, nella destra una palma). Gonfalone: Drappo rettangolare cadente, partito in bianco e rosso, caricato un po' sopra il centro con lo stemma del Comune e denominazione - Marktgemeinde St. Lorenzen - Comune di San Lorenzo di Sebato - nel terzo superiore del drappo. Sul fondo una frangia d'oro. |                        |
|                                    | San Martino in Badia / Sankt Martin in Thurn / San Martin de Tor Partito di nero e di rosso, alla campagna partita di verde e di nero; il 1º al battifredo d'argento, coperto di grigio; il 2º al monte di verde di tre cime, sormontato da una croce scorciata patente d'argento. (Partito: Nel primo di nero alla torre bianca col tetto blu fondata su di una campagna di verde. Nel secondo di rosso alla croce patente di bianco su tre colline di verde, fondate su una campagna di nero). (uno stemma, incluso gonfalone, precedente fu concesso con D.P.R. 02/03/1954) |                        |
|                                    | San Martino in Passiria / Sankt Martin in Passeier Partito: nel 1º d'argento, alla picca d'azzurro, astata al naturale; al 2º d'azzurro, alla ruota a quattro raggi d'argento. Bandiera: Troncato di bianco e di azzurro, con al centro lo stemma comunale. |                        |
|                                    | San Pancrazio / Sankt Pankraz D'argento, al monte di verde, su ciascun versante un pino dello stesso; in cima al monte - circondata da un muro di cinta - una torre merlata coperta di alto tetto a padiglione. |                        |
|                                    | Santa Cristina Valgardena / Sankt Christina in Gröden / Santa Crestina Gherdëina Troncato d'argento e di rosso, al cervo al naturale, nascente dalla troncatura. Bandiera: Drappo troncato di bianco e di verde, con al centro lo stemma comunale. |                        |
|                                    | Sarentino / Sarntal D'azzurro, alla testa di cervo d'oro. |                        |
|                                    | Scena / Schenna Troncato d'argento e di nero: il 1º al leone nascente di rosso. |                        |
|                                    | Selva dei Molini / Mühlwald Troncato: nel 1º d'argento, ai quattro pini di verde accostati, le cime toccanti in capo il bordo dello scudo; nel 2º d'argento, alla ruota di mulino al naturale. Gonfalone: Drappo rettangolare cadente in color biancoverde (da sinistra a destra) con nel centro lo scudo dello stemma del Comune come approvato con DPGR n. 172 del 10/08/1967. Sopra lo scudo è riportata la denominazione "Gemeinde Mühlwald". Sotto lo scudo è riportata la dizione "Comune di Selva dei Molini". In caso d’indirizzo orizzontale del gonfalone lo scudo deve essere girato di corrispondenza. Se del caso, la scrittura "Gemeinde Mühlwald/Comune di Selva dei Molini" può essere anche omessa. |                        |
|                                    | Selva di Val Gardena / Wolkenstein in Gröden / Sëlva Inquartato: il 1º e il 4º trinciato innestato d'argento e di rosso; il 2º e 3º, su un piano di nero, inchiavato di tre punti d'azzurro su argento. Gonfalone: Drappo cadente partito di bianco e di rosso, caricato nel centro dallo stemma comunale sopra la dicitura d'oro "CHEMUN DE SËLVA". Bandiera (verticale): Partito di bianco e di rosso, con al centro lo stemma comunale. |                        |
|                                    | Senales / Schnals Partito: nel 1º d'azzurro, all'angelo tenente con la mano destra sopra il capo una spada fiammeggiante e con la sinistra una bilancia a bilico, il tutto d'oro; l'angelo poggia i piedi su un drago abbattuto di nero, linguato di rosso; nel 2º d'argento, ai tre grembi del primo, con le punte verso la partizione. Bandiera (verticale): Partito di bianco e di rosso, con al centro lo stemma comunale. |                        |
|                                    | Senale-San Felice / Unsere Liebe Frau im Walde-Sankt Felix Il comune, nato 1974 dalla fusione dei comuni precedenti Senale e San Felice), utilizza gli due stemmi dei ex-comuni: Senale: D'azzurro, al grande quadrato incurvato e trifogliato d'oro, caricato di una chiesa posta in profilo. San Felice: D'azzurro, al grande quadrato incurvato e trifogliato d'oro, caricato della mezza figura di San Felice tenente colla sinistra un ramo di palma e colla destra un libro, il tutto al naturale. |                        |
|                                    | Sesto / Sexten D'azzurro, alle tre cime di montagna, su quella centrale un camoscio di nero. Gonfalone: Drappo cadente partito di bianco e di rosso, terminante al bilico in 3 merli guelfi ed al ventame in 3 pendoni, con al centro lo stemma comunale; sopra lo scudo è riportata la denominazione "SEXTEN", sotto lo scudo la dizione "SESTO", ambidue di nero. |                        |
|                                    | Silandro / Schlanders D'azzurro, alle tre pile poste in fascia, il vertice toccante il fianco destro. (Cuneato allungato in fascia, d'azzurro e d'argento (D.C.G. 14/09/1928) Bandiera: Drappo troncato di bianco e di azzurro, con al centro lo stemma comunale. |                        |
|                                    | Sluderno / Schluderns Partito: nel 1º d'argento, alla mezza ruota spezzata di nero, munita di coltelli di tortura d'azzurro, l'asse della ruota all'interno; nel 2º di rosso, al covone d'oro. Bandiera: Troncato di bianco e di rosso, con al centro lo stemma comunale. |                        |
|                                    | Stelvio / Stilfs Di nero, al disco d'oro, caricato di una stella a sei foglie alternate di rosso, azzurro e verde. |                        |
|                                    | Terento / Terenten Di rosso, all'aratro di nero. |                        |
|                                    | Terlano / Terlan Di rosso, alla porta aperta di due ante merlata alla guelfa, scalinata di tre pezzi, il tutto d'argento. Bandiera (verticale): Partito di bianco e di rosso, con al centro lo stemma comunale. |                        |
|                                    | Termeno sulla Strada del Vino / Tramin an der Weinstraße D'azzurro alla stella a sei punte d'oro sormontata da un crescente rovesciato d'oro. (D'azzurro, alla stella di sei raggi d'oro, sormontata da un crescente figurato rovesciato dello stesso. (D.C.G. 05/07/1929 Bandiera (verticale): Drappo cadente di azzurro, con al centro lo stemma comunale. |                        |
|                                    | Tesimo / Tisens Inquartato: nel 1º e 4º riquadro una rosa rossa stilizzata a cinque foglie su fondo argentato e nel 2º e 3º riquadro un orsetto ritto su fondo rosso (quello del 3º rivoltato). |                        |
|                                    | Tires / Tiers Di rosso, alla banda innestata ad elmo d'argento e di azzurro. Bandiera: Troncato di bianco e di rosso, con al centro lo stemma comunale. |                        |
|                                    | Tirolo / Tirol D'argento, all'aquila di rosso, rostrata e membrata d'oro, il volo caricato di due spranghette dello stesso, sormontata da un ramoscello di tiglio di verde. Bandiera: Troncato di bianco e di rosso, con al centro lo stemma comunale. |                        |
|                                    | Trodena nel parco naturale / Truden im Naturpark Fasciato d'argento e di rosso, al pastorale ed arpione del martirio d'oro, posti in decusse, attraversanti due palme di verde, la 1ª in banda e la 2ª in sbarra, alla mitra d'oro posta sul tutto. (R.D. 10/04/1930) Incongruenza tra disegno e blasonatura: il pastorale e l'arpione sono attraversati dalle palme e non attraversanti. Bandiera (verticale): Partito di bianco e di rosso, con al centro lo stemma comunale. |                        |
|                                    | Tubre / Taufers im Münstertal Trinciato: il 1º di rosso; il 2º rombeggiato d'argento e di azzurro. |                        |
|                                    | Ultimo / Ulten Partito: nel 1º d'argento, alla mezz'aquila armata ed imbeccata d'oro, uscente dalla partizione; nel 2º di nero, alla fascia d'argento. |                        |
|                                    | Vadena / Pfatten Troncato alla fascia ristretta d'argento sotto la troncatura: il 1º d'argento, al monte di verde, sovrastato da una torre diroccata al naturale, e accostato da due mezzi monti più alti di verde e toccanti i bordi laterali; il 2º di verde, alla fascia ristretta ondata d'argento. Gonfalone: Drappo rettangolare cadente in color bianco – verde (da sinistra a destra) con nel centro lo scudo dello stemma comunale, sopra lo stemma si trova una corona murata e sotto lo stemma si trova sulla striscia bianca un ramo di ulivo e sulla striscia verde un ramo di alloro con un fiocco centrale nei colori bianco-verde e bianco-rosso. Nel terzo sovrastante del drappo è riportata la denominazione „Comune di Vadena - Gemeinde Pfatten“. |                        |
|                                    | Val di Vizze / Pfitsch Troncato di nero e di verde: il 1º alla drusa di cristallo di roccia a tre punte divergenti al naturale; il 2º al ferro di cavallo d'argento. Bandiera: Troncato di bianco e di rosso, con al centro lo stemma comunale. |                        |
|                                    | Valdaora / Olang D'argento, alla banda di verde, carica di tre ruote d'oro. Bandiera (verticale): Partito di bianco e di rosso, con al centro lo stemma comunale. |                        |
|                                    | Valle Aurina / Ahrntal Interzato in palo: il 1º e 3º d'argento, a 4 punte e mezza d'azzurro poste in fascia e moventi dai fianchi. Il 2º di verde, carico di altro palo ristretto d'argento, ondato. |                        |
|                                    | Valle di Casies / Gsies D'oro, ai due raschiatoi di nero, affrontati e posti in fascia. |                        |
|                                    | Vandoies / Vintl Di rosso, a due branche di orso d'argento, affrontate e poste in palo. |                        |
|                                    | Varna / Vahrn Inquartato: il 1º e il 4º d'argento, a tre fasce innestate d'azzurro; il 2º e 3º di rosso. Bandiera (verticale): Partito di bianco e di rosso, con al centro lo stemma comunale. |                        |
|                                    | Velturno / Feldthurns D'argento troncato: il 1º alle due torri merlate di rosso, il 2º scaccato di rosso. Bandiera (verticale): Partito di bianco e di rosso, con al centro lo stemma comunale. |                        |
|                                    | Verano / Vöran Interzato in fascia: nel 1º d'azzurro; nel 2º d'oro, con un giogo bovino al naturale (bruno); nel 3º di rosso. Bandiera (verticale): Partito di bianco e di rosso, con al centro lo stemma comunale. |                        |
|                                    | Villabassa / Niederdorf Troncato e semipartito, con la fascia di rosso carica di altra fascia ristretta d'argento; al 1º d'oro, all'aquila bicipite di nero; al 2º di nero; al 3º d'oro, ciascuno di questi due punti al mezzo stambecco dell'uno nell'altro: gli stambecchi affrontati. |                        |
|                                    | Villandro / Villanders Troncato: al 1º d'azzurro, inchiavato di tre punte d'argento; al 2º di rosso, con fascia increspata d'argento. Bandiera (verticale): Partito di bianco e di rosso, con al centro lo stemma comunale. |                        |
|                                    | Vipiteno / Sterzing D'argento un ometto con grucce moventesi verso destra, che tiene nella mano destra un rosario; sovrapposta alle spalle l'aquila tirolese. Bandiera: Drappo partito di rosso e di bianco, con al centro lo stemma comunale. |                        |

## Ex comuni
| Stemma | Ex Comune e blasonatura | Gonfalone e/o bandiera |
| ------ | --- | ---------------------- |
|        | Colle Isarco / Gossensaß (dal 1929 facendo parte del nuovo comune di Brennero insieme a Fleres) Partito il 1° di rosso sopra un monte verde di tre cime un minatore, nella destra un martello da minatore, nella sinistra una lampada da miniera. Il 2° diviso trasversalmente d'argento, d'azzurro e d'oro. (Diploma di riconoscimento come borgata 10/02/1906) |                        |
|        | Gries (nel 1925 incorporato al comune di Bolzano) Su fondo azzurro a destra mezzaluna d'oro decrescente, a sinistra stella d'oro a sei raggi. |                        |
|        | Maia Bassa / Untermais (nel 1923 incorporato al comune di Merano) D'argento l'aquila tirolese con scudo azzurro, su cui un'ala d'argento. (Diploma di riconoscimento come borgata 13/02/1907) |                        |
|        | San Felice / St. Felix (dal 1974 facendo parte del comune di Senale-San Felice) D'azzurro, al grande quadrato incurvato e trifogliato d'oro, caricato della mezza figura di San Felice tenente colla sinistra un ramo di palma e colla destra un libro, il tutto al naturale.                                                                                    |                        |
|        | Senale / Unsere Liebe Frau im Walde (dal 1974 facendo parte del comune di Senale-San Felice) D'azzurro, al grande quadrato incurvato e trifogliato d'oro, caricato di una chiesa posta in profilo. |                        |